# Gehypochthonius antonii
Gehypochthonius antonii är en kvalsterart som beskrevs av Lombardini 1962. Gehypochthonius antonii ingår i släktet Gehypochthonius och familjen Gehypochthoniidae. Inga underarter finns listade i Catalogue of Life.